# Yiğit Kadıoğlu
Yiğit Kadıoğlu (* 23. August 2001 in Adana) ist ein türkischer Fußballspieler.
Kadıoğlu weist eine Größe von 1,70 m auf.
Er spielt hauptsächlich als zweiter Stürmer, weitere Positionen, in denen er spielt, sind der rechte Flügel sowie das zentrale Mittelfeld.

## Karriere
Kadioglu startete seine Karriere in der U19-Mannschaft von Adana Demir, in der Saison 20/21 wechselte er anschließend zu Bayrampasa.
In derselben Saison wurde er von Januar bis Juni an Kozan Spor FK ausgeliehen.
In der folgenden Saison 21/22 wechselte er schließlich ablösefrei zu Kizilcabölük.
Seit Januar 2022 ist Kadioglu vereinslos.